# Sancerre (vino)
Il Sancerre è un vino francese prodotto nell'omonima cittadina che si trova a sud di Orléans nella Valle della Loira da uve Sauvignon.

## Storia

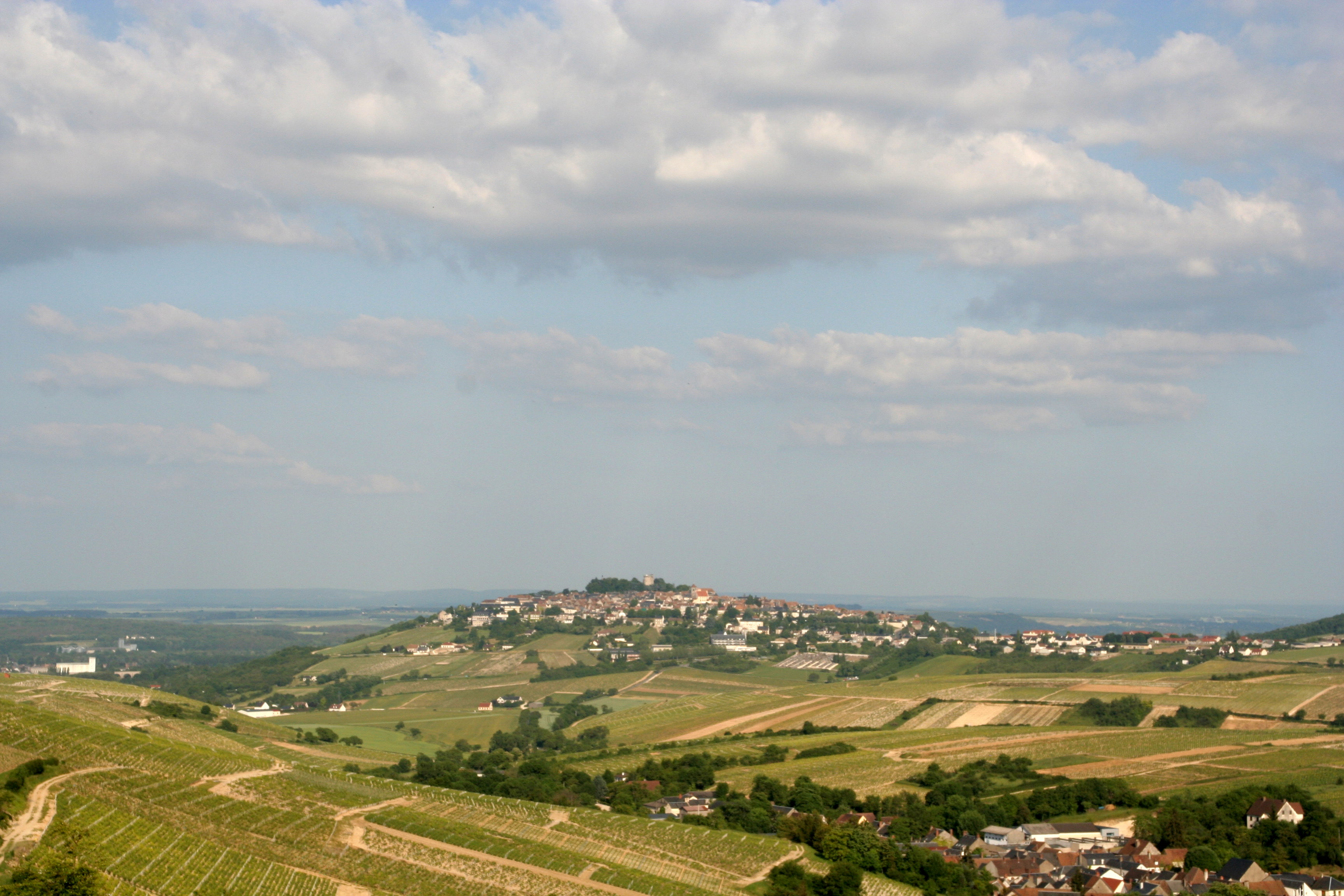
La foto mostra una parte di Sancerre

Dal 1936 il vino bianco del Sancerre possiede il marchio Appellation d'origine contrôlée (AOC) o denominazione d'origine controllata, nome che certifica un'Indicazione geografica protetta francese o svizzera di prodotti tipici di tali luoghi). Dal 1959 anche il vino rosso ottenne lo stesso certificato.